# Tuch al-Aklam
Tuch al-Aklam – miejscowość w Egipcie, w muhafazie Ad-Dakahlijja. W 2006 roku liczyła 14 641 mieszkańców.